# 会津川
会津川（あいづがわ）は、和歌山県南部（紀南）を流れる二級水系の河川。和歌山県の治水事業においては「左会津川水系」と定義されている。

## 地理
上流は大きく二つに分かれ、南東側を左会津川、北西側を右会津川という。流域はほぼ平成の合併以前の田辺市内に限定される。
左会津川は果無山脈の槇山（まきやま、標高795m）に源を発して南西流。田辺市秋津町にて右会津川と合流し、田辺市上屋敷で田辺湾に注ぐ。右会津川は同じく果無山脈の裾にある虎が峯に発し、秋津川や奇絶峡を流れ下り、左会津川と合流する。両会津川の間には高雄山がある。河口は田辺湾奥、扇ヶ浜のそばに開く。
なお、平成23年台風第12号による深層崩壊で5人が死亡した伏菟野は左会津川上流にある。
いずれも上流域は山林であるが、中下流域においては平野を形成し、中流域ではみかんや梅などの果樹栽培が発達し、下流域一帯には田辺市街地が広がっている。
また、河口から中流の上三栖長尾坂までは熊野古道中辺路の潮見峠越えと並行する。

## 流域の自治体
- 和歌山県
  - 田辺市

## 並行する交通

### 道路
- 和歌山県道35号
- 和歌山県道207号
- 和歌山県道216号
- 和歌山県道29号(支流の右会津川に沿って走る)